# Adriano Bernareggi
Adriano Bernareggi (Oreno, 9 novembre 1884 – Bergamo, 23 giugno 1953) è stato un arcivescovo cattolico italiano.

## Biografia
Nacque ad Oreno, oggi frazione di Vimercate, in provincia di Monza e della Brianza e arcidiocesi di Milano, il 9 novembre 1884. Era l'ultimogenito di Giovanni e Luigia Ravanelli; suo fratello Domenico fu vicario generale di Milano e vescovo titolare di Famagosta.

### Formazione e ministero sacerdotale
Frequentò i primi quattro anni delle elementari nella scuola del paese natale, poi frequentò il quinto anno presso il preseminario di Milano. Nel 1895 entrò nel seminario di San Pietro martire a Seveso. Dal 1900 seguì i corsi di teologia presso la Pontificia Università Gregoriana, essendo ospite del Pontificio seminario lombardo.
Il 21 luglio 1907 fu ordinato presbitero, nella chiesa parrocchiale di San Michele Arcangelo in Oreno, dal cardinale Andrea Carlo Ferrari. Il giorno seguente celebrò la sua prima santa Messa.
Nel novembre 1907 ritornò a Roma per gli studi in diritto canonico alla Pontificia Università Gregoriana; conseguì il dottorato. Dopo la laurea diventò insegnante di diritto canonico nel seminario arcivescovile di Milano. Dopo alcuni anni, padre Agostino Gemelli gli offrì un posto come professore in diritto ecclesiastico all'Università Cattolica di Milano.
Il cardinale Achille Ratti lo nominò prevosto della chiesa di San Vittore al Corpo a Milano.

### Ministero episcopale
Il 16 dicembre 1931 papa Pio XI lo nominò vescovo coadiutore, con diritto di successione, di Bergamo e vescovo titolare di Nissa. Il 24 gennaio 1932 ricevette l'ordinazione episcopale, nella cattedrale di Milano, dal cardinale Alfredo Ildefonso Schuster, co-consacranti i vescovi Luigi Maria Marelli e Giovanni Mauri.
Il 14 aprile 1936, con la morte del vescovo Luigi Maria Marelli, succedette alla sede di Bergamo.
Nel luglio 1943 fu coordinatore dei lavori che portano alla redazione del Codice di Camaldoli.
Durante il suo episcopato avvenne l'apparizione di Nostra Signora delle Ghiaie di Bonate.
Il 28 gennaio 1953 papa Pio XII lo elevò alla dignità di arcivescovo.
Morì a Bergamo, all'età di 68 anni, il 23 giugno 1953. Dopo le esequie, celebrate il 27 giugno successivo in cattedrale, fu sepolto nella cripta dei vescovi del medesimo edificio.
Al suo nome è intitolato il Museo diocesano, gestito dall'omonima Fondazione, la cui collezione d'arte ha come nucleo originale le opere da lui raccolte nel primo periodo del suo impegno pastorale bergamasco.

## Genealogia episcopale e successione apostolica
La genealogia episcopale è:
- Cardinale Scipione Rebiba
- Cardinale Giulio Antonio Santori
- Cardinale Girolamo Bernerio, O.P.
- Vescovo Claudio Rangoni
- Arcivescovo Wawrzyniec Gembicki
- Arcivescovo Jan Wężyk
- Vescovo Piotr Gembicki
- Vescovo Jan Gembicki
- Vescovo Bonawentura Madaliński
- Vescovo Jan Małachowski
- Arcivescovo Stanisław Szembek
- Vescovo Felicjan Konstanty Szaniawski
- Vescovo Andrzej Stanisław Załuski
- Arcivescovo Adam Ignacy Komorowski
- Arcivescovo Władysław Aleksander Łubieński
- Vescovo Andrzej Stanisław Młodziejowski
- Arcivescovo Kasper Kazimierz Cieciszowski
- Vescovo Franciszek Borgiasz Mackiewicz
- Vescovo Michał Piwnicki
- Arcivescovo Ignacy Ludwik Pawłowski
- Arcivescovo Kazimierz Roch Dmochowski
- Arcivescovo Wacław Żyliński
- Vescovo Aleksander Kazimierz Bereśniewicz
- Arcivescovo Szymon Marcin Kozłowski
- Vescovo Mečislovas Leonardas Paliulionis
- Arcivescovo Bolesław Hieronim Kłopotowski
- Arcivescovo Jerzy Józef Elizeusz Szembek
- Vescovo Stanisław Kazimierz Zdzitowiecki
- Cardinale Aleksander Kakowski
- Papa Pio XI
- Cardinale Alfredo Ildefonso Schuster, O.S.B.
- Arcivescovo Adriano Bernareggi

La successione apostolica è:
- Vescovo Maurizio Francesco Crotti, O.F.M. Cap. (1933)
- Vescovo Giuseppe Battaglia (1943)
- Vescovo Benigno Carrara (1948)
- Vescovo Antonio Geremia Pesce, C.P. (1951)